# 101-in-1 Explosive Megamix
101-in-1 Explosive Megamix es un videojuego desarrollado por Nordcurrent y publicado por Atlus para Nintendo DS. Fue lanzado por primera vez en Europa el 28 de noviembre de 2008. Una versión para el servicio WiiWare se lanzó el 22 de septiembre de 2011 en Europa y el 13 de octubre de 2011 en América del Norte. 
Si bien la recepción de la versión DS fue mixta, la versión para WiiWare recibió críticas abrumadoramente negativas, con la mayoría de las críticas dirigidas a los minijuegos y los controles. 

## Jugabilidad
Los jugadores pueden usar el lápiz y la pantalla táctil para probar sus reflejos en minijuegos de acción como carreras y paracaidismo, participar en eventos deportivos como baloncesto, curling y tiro con arco, crear estrategias con juegos de combate espaciales y con tanques, o jugar juegos clásicos como Sudoku y rompecabezas. si el jugador supera el puntaje más alto, gana monedas de oro que pueden usarse para desbloquear otras actividades. El juego también tiene una versión multijugador, en la que cada participante debe tener una copia del juego.

## Desarrollo
El 9 de febrero de 2009, Atlus USA, Inc. anunció que había asegurado los derechos de publicación del juego de Nordcurrent en Norteamérica. Los jugadores podrían desafiar a un amigo a competir a través del juego inalámbrico local. Su lanzamiento fue el 21 de abril de 2009 por un precio de $19.99.

## Recepción
La versión DS del juego recibió críticas mixtas.  Nintendo World Report comentó: "101-en-1 Explosive Megamix es el título definitivo para un presupuesto limitado. Algunos de los minijuegos son algo divertidos, pero otros se sienten como una tarea. Con tantos juegos pobres y olvidables en la compilación, es difícil recomendar este juego". Eurogamer declaró: "Hay tan poco potencial de rejugabilidad aquí, tan poca necesidad de alcanzar puntajes altos o juegos perfectos, que completar cada tarea se siente más un alivio que un logro".   
La versión de WiiWare, sin embargo, recibió críticas extremadamente negativas. IGN comentó "[...] no gastes tu dinero con este juego "barato". Es una pérdida de dinero, sin importar cómo hagas los cálculos ". IGN también criticó que el juego sea un puerto directo desde DS y iPhone .  Official Nintendo Magazine UK señaló "Es bien difícil desbloquear los 101 juegos. No es que debas molestarte en hacerlo porque son terribles, ni siquiera del estándar del juego Flash promedio ".  El agregador de reseñas Metacritic le dio al juego 16/100 basado en 5 reseñas, y es el juego de Wii con la calificación más baja en el sitio web. GameRevolution le dio al juego una "D-". GamesRadar le dio al juego un 4/10. 